# عمر بن قدور
عمر بن قدور المشهور بابن قدور (ولد سنة 1886م بالأربعاء (ولاية البليدة) وتوفي سنة 1932م) من رواد الصحافة العربية في الجزائر.

## سيرة
أضاف لاسمه الشخصي صفة (الجزائري) التي التصقت به سريعاً وبقيت معه: اعتزازاً بوطنه، وعملاً له، فعلاً وقولاً بالمقالة وبالقصيدة.
عاش في مطلع القرن العشرين إرهاصات الحس الوطني العربي المتوثب، كما شهد أولاً نذر التكالب على الخلافة العثمانية في الآستانة كرمز، فحذّر من العواقب، قبل أن يشهد ثانياً حصول ما حذّر، بسقوط الخلافة، رمزاً لوحدة المسلمين، تحت معاول الهيمنة الغربية، وبقيادة حزب التتريك بزعامة مصطفى كمال أتاتورك.
حتى وإن كانت تلك الخلافة المطاح بها أو المنهارة اسماً بلا مسمّى وجسداً بلا روح، فالمقصود بالضربة أساساً الأمة الإسلامية، وفتح ثغرة فيها عميقة بالتمكين للصهيونية الفاعلة، الحالمة بوطن في فلسطين، فلم يتأخر ذلك الحلم لأن يكون واقعاً صارخاً مستفزاً دامياً، نازفاً. حتى اليوم.
كان عمر بن قدور الجزائري من الذين بكّروا بالتحذير من مخططات الصهيونية والمؤامرات الأوروبية، فسخّر قلمه للدفاع عن وطنه الصغير (الجزائر) وانتمائه الحضاري، كما سخّره للدفاع عن قضايا الأمة الإسلامية عامة، خصوصاً في جريدة الفاروق التي أسسها والتي كان من بين شعاراتها الدائمة تحت عنوانها (الفاروق) بيت لعمر بن قدور نفسه:
ديني ووجداني وحبّ بلادي ***** قلمي لسان ثلاثة بفؤادي

## انجازاته
يعتبر عمر بن قدور من رواد الصحافة العربية في الجزائر أنشأ عدة صحف، أهمها وأشهرها جريدة الفاروق التي دامت سلسلتها الأولى بين سنة 1913م وسنة 1915م حين أوقفتها إدارة الاحتلال الفرنسي في الجزائر وأبعدت صاحبها –منفياً- أثناء الحرب العالمية الأولى، إلى مدينة الأغواط في الجنوب الجزائري، حتى نهاية تلك الحرب، حين عاد (ابن قدور) لإصدار السلسلة الثانية من الفاروق التي لم تعمّر طويلاً، بين سنة 1920م وسنة 1921م فتوقفت تحت مختلف الضغوط، ضغوط المحتلين، وبعض الآفات السياسية في المحيط، ليلوذ الرجل بعزلة تامة، وصمت كئيب بعد الخيبات المتلاحقة وطنياً وإسلامياً حتى لقي ربّه في الجزائر سنة 1930م.
غير أن أثر الرجل وصداه بقي، لجرأته، وطموحه، وهو الرجل الذي دخل عصره بآرائه وأفكاره التي تضمنت كثيراً من الاقتراحات والتصورات، مثل دعوته سنة 1914م إلى تأسيس «جماعة التعارف الإسلامي في شمال أفريقيا» التي كانت كلها في قبضة الاحتلال الفرنسي، وربما كانت وراء دعوته أبعاد سياسية ودولية وكذا الدعوة إلى تأسيس شركات اقتصادية، وجمعيات خيرية، ونواد أدبية ومدارس عربية حرة، سنة 1920م.
وإن أصيب الرجل بالإحباط والانكسار في أكثر من منعرج، فإن الواقع «لم يخذلـه في قيام أول مدرسة عربية حرة في عاصمة الجزائر، سنة 1923م –مدرسة الشبيبة الإسلامية- وكان عمر بن قدور أول مناد بها، وكانت هذه المدرسة أول لبنة تربوية ثقافية أدبية في النهضة الإصلاحية عروبة وإسلاماً في الجزائر العاصمة» وهي التي لم تلبث حتى باتت بوتقة للنضال بالكلمة العربية، في عمق (العاصمة) التي حرص الاستعمار على مسخها: عمراناً، ولغة، وحياة اجتماعية، وعادات وتقاليد.
لقد كان عمر بن قدور المفكر، والصحفي، والشاعر صوتاً وطنياً عروبياً إسلامياً مخلصاً ومؤثراً، مؤمناً صادقاً بانتسابه إلى مجال حضاري يختلف عن المجال الغربي الأوروبي، سداه ولحمته: العروبة والإسلام الذي يعتزّ به أيّما اعتزاز، ومنه يستمد القيم والمبادئ التي تغنيه عما لدى الغربيين وفي مقدمتهم الفرنسيين، فهو القائل في إحدى مقالاته: «لنا قومية عروتها متينة، وملّة قيمتها ثمينة، وإن أصيب أعضاؤها بخدر أنتجته الحوادث، فالأمل أنه خدر قصير المدة، وسينقطع وتتحرك أعضاؤنا بنشاط تام، فما لنا رغبة في الاندماج بفرنسا، ولا بغيرها من الأجناس، وما لنا رغبة في نيل حقوق تجرّ علينا الويل والدمار».

## بعض أشعاره
بروحه الإسلامية تألم لحال أمته الإسلامية، فتحسّر كثيراً لذلك، وكله أسى للسهام المصوبة للمسلمين، وهم خانعون اتكاليون، فضيّعهم نظام مهترئ في (الآستانة) ارتدى جلباب الخلافة؛ فأضاعها ممكناً لأعداء الإسلام بذلك للنيل من أبناء الأمة الإسلامية، وهو ما عبّرت عن مقالاته المدوية، وأشعاره ذات النغم الحزين، كحال قصيدته (دمعة على الملة) التي يقول فيها:
وقد دوّخ السّمحاء هول فناها **** 
		أيا قوم ما تحلو لقلبي حياته
شداداً وقد همّ القضاء لقاها ****
		أضيعت فضاع المجد منا ولم نكن

## قصيدة يا شرق
ثم تأتي مشاعر الانكسار بائسة كليلة سنة 1913م في قصيدته «يا شرق» التي عكست الصورة العامة مما لحق أبناء الأمة العربية والإسلامية من خذلان، لقصور رجال سياسة وفكر ودين، لم يتعاونوا، بل تنازعوا، فأعانوا المستعمر على أنفسهم؛ فجاءت تأوهاته التي يقول فيها:
- يا شرقنا إني ظننتك ناهضاً *** فجعلت ظني الماء وسط المخل
- يا شرق ما لعقول قومك لا تعي *** نصحا من الماضي إلى المستقبل
- يا شرقنا يكفيك ما هو حاصل *** فأعد فعال السالفين البُسّل
- وانهض فديتك واتخذ لك قوّة *** مقرونة بالسعي دون تمهّل

لقد كان هذا المفكر العملاق الرائد عمر بن قدور الجزائري صاحب موقف ورأي جريء من موقع المسؤولية الفكرية؛ صحفياً، وكاتباً، وشاعراً بحسّ وطني، وقومي وإسلامي، ناضج.

## وصلات خارجية
- أعلام الفكر والثقافة عند العرب للمؤلف عمر بن قينة